# 점 분포 모델
점 분포 모델(point distribution model)은 특정 물체의 형태(shape)을 수개의 학습 데이터로부터 평균 형태와 그에 따른 통계적 유형으로 표현하는 모델을 의미한다. 이 때, 유형의 개수는 형태의 차원보다 작은 숫자로 평균 형태 유형의 선형 조합으로 학습 데이터의 형상을 표현할 수 있다.

## 배경
점 분포 모델은  Cootes Taylor et al.가 제안하였고, 이는 능동적 형태 모델(active shape model)과 능동적 외양 모델(active appearance model)에 사용되었다.

## 자세히
특정 물체(예: 얼굴)를 포함하고 있는 모든 학습영상에 대해 같은 위치에 k개의 점(landmark)이 찍혀 있어야 한다. 이 작업은 주로 수작업으로 이루어지기 때문에 매우 지루한 작업이지만 점 제대로 된 분포 모델의 생성을 위한 필수 작업이다. 학습 영상에서 물체의 위치, 크기, 회전 등이 다르기 때문에 일반적 프로크루스테스 분석(generalized procrustes analysis)으로 정규화한다. {\displaystyle k}개의 정규화된 2차원 점들은
{\displaystyle \mathbf {X} =(x_{1},y_{1},\ldots ,x_{k},y_{k}),\mathbf {X} \in \mathbb {R} ^{2k}}.
모든 학습데이터를 모아 이에 대한 평균을 {\displaystyle {\overline {\mathbf {X} }}}라 하고, 공분산 행렬(covariance matrix)을 {\displaystyle \Sigma }라 한다. {\displaystyle \Sigma }는 {\displaystyle \mathbb {R} ^{2k\times 2k}}이다. {\displaystyle \Sigma }를 주성분 분석(Principal Component Analysis, PCA)를 이용하여 {\displaystyle 2k}개의 고유벡터(eigenvector)와 {\displaystyle 2k}개의 고윳값을 구한다. 고윳값을 내림차순으로 정렬한 후 상위 {\displaystyle d}개에 해당하는 고유벡터를 모아 {\displaystyle \mathbf {P} \in \mathbb {R} ^{2k\times d}}의 행렬을 생성한다.
새로운 형태 {\displaystyle \mathbf {X} '}는
{\displaystyle \mathbf {X} '={\overline {\mathbf {X} }}+\mathbf {P} \mathbf {b} },
{\displaystyle \mathbf {b} \in \mathbb {R} ^{d\times 1}}는 {\displaystyle \mathbf {P} }의 각 벡터에 곱해지는 값의 벡터이다.  {\displaystyle \mathbf {b} }의 값이 변함에 따라 다양한 형태의 {\displaystyle \mathbf {X} '}가 생성될 수 있다. {\displaystyle \mathbf {X} '}가 학습 데이터 내의 형상만을 표현하기 위해서 {\displaystyle \mathbf {b} }의 값을 특정 범위 내에서 제한할 수 있다. {\displaystyle \mathbf {b} }의 각 요소는 그에 해당하는 고유벡터의 표준편차에 대해 {\displaystyle \pm 3\times } 표준편차내에서 정할 수 있다. 고유벡터의 표준편차는 해당 고윳값의 제곱근으로 정의한다.

## 참조
1. ↑  T. F. Cootes (2004년 5월), 《Statistical models of appearance for computer vision》 (PDF)
2. ↑  D.H. Cooper, T.F. Cootes, C.J. Taylor and J. Graham (1995), “Active shape models—their training and application”, 《Computer Vision and Image Understanding》 (61): 38–59